# Ataenius atramentarius
Ataenius atramentarius är en skalbaggsart som beskrevs av Wilhelm Ferdinand Erichson 1847. Ataenius atramentarius ingår i släktet Ataenius och familjen Aphodiidae. Inga underarter finns listade.